# Fanlac
Fanlac (tiếng Occitan là Fanlac) là một xã của Pháp, nằm ở tỉnh Dordogne trong vùng Aquitaine của Pháp. Xã này có diện tích 14,37 km2, dân số năm 2007 là 142 người. Xã nằm ở khu vực có độ cao trung bình 208 m trên mực nước biển.

## Thông tin nhân khẩu
| Năm    | 1962 | 1968 | 1975 | 1982 | 1990 | 1999 | 2007 |
| ------ | ---- | ---- | ---- | ---- | ---- | ---- | ---- |
| Dân số | 205  | 170  | 144  | 147  | 158  | 142  | 142  |